# Heidetränk-Oppidum

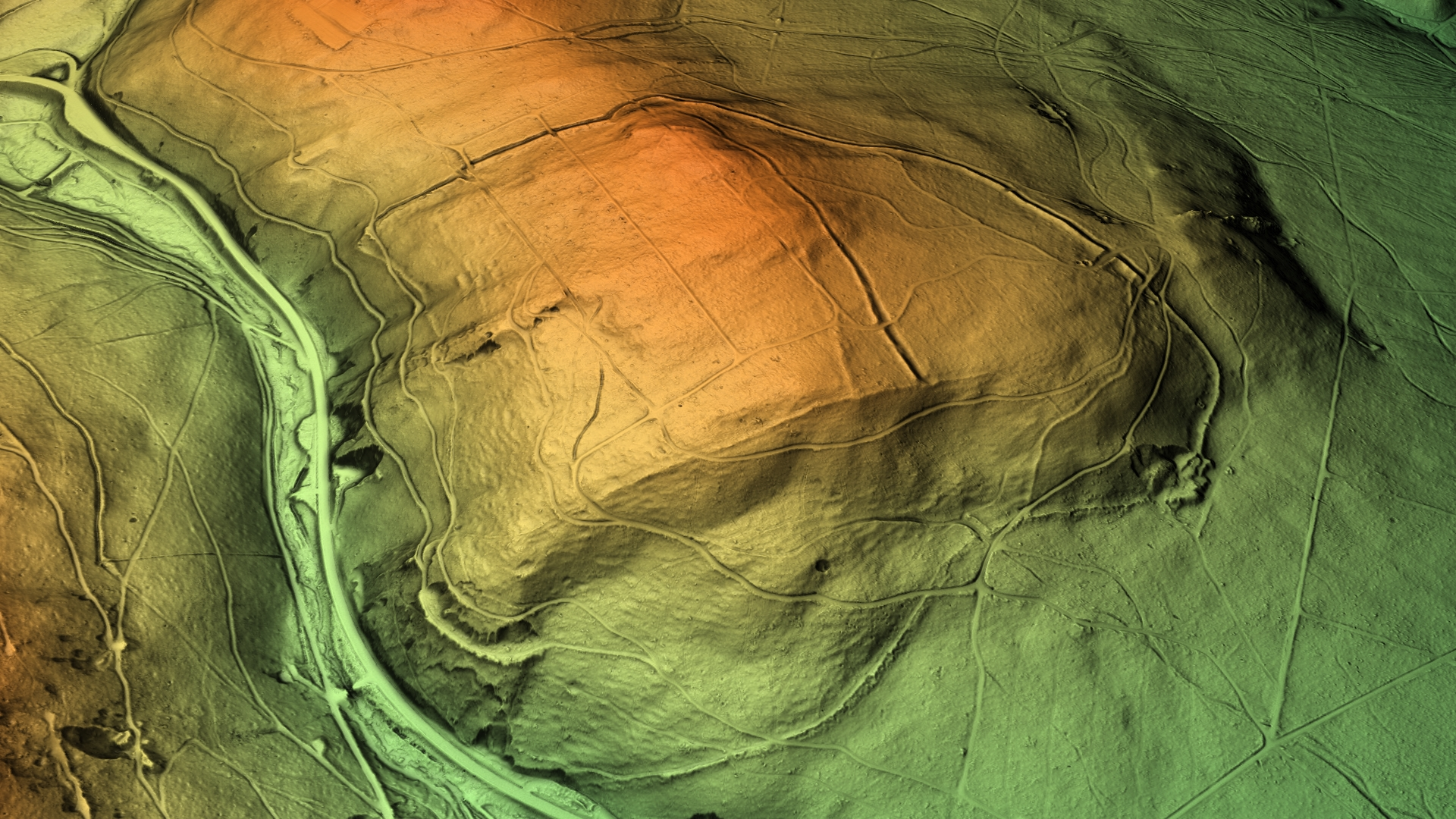
3D-Ansicht des digitalen Geländemodells

Das Heidetränk-Oppidum bei Oberursel im Taunus gehört zu den europaweit bedeutendsten keltischen Oppida. Es befindet
sich auf den Hängen des Urselbachtals, das auch als Heidetränktal bezeichnet wird.

## Die Anlage
Das Heidetränk-Oppidum erstreckt sich mit seinen Ringwällen über zwei Bergrücken, die nordöstlich des Heidetränktals gelegene 492 Meter hohe Goldgrube, sowie die Altenhöfe auf 575 Meter Höhe über NN. Insgesamt besitzt die Anlage eine Fläche von ca. 130 Hektar.
Für den Besucher sind heute vor allem die langgestreckten Ringwälle auf der Goldgrube gut erkennbar. Sie sind die Überreste von
Trockenmauern, die zum Schutz der Stadt vor Angreifern dienten. Der äußere Umfassungswall bestand aus einer 4 bis 5 Meter hohen und
ebenso breiten Pfostenschlitzmauer, wie durch Grabungsschnitte am Ende des 19. Jahrhunderts nachgewiesen ist. Der Zugang zur Siedlung erfolgte durch
Zangentore auf verschiedenen Seiten des Walles. Besonders deutlich anhand der Bodenerhebungen im Wald zu sehen sind heute noch das südöstliche und das nordöstliche Zangentor. Insgesamt besaß das Heidetränk-Oppidum sechs solcher Toranlagen.

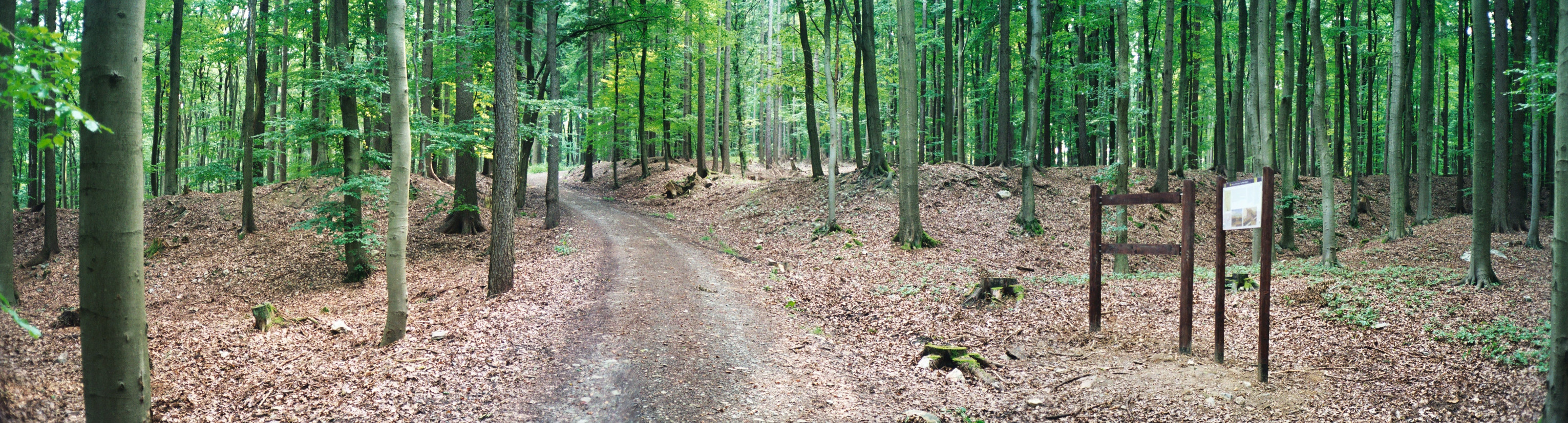
Die Überreste des nordöstlichen Zangentors im Jahr 2002, Blick von außen.

Archäologisch nachgewiesen sind außer den Ringwällen ca. 160 sogenannte „Wohnpodien“, Terrassierungen, auf denen wahrscheinlich Häuser standen. Bei einer seiner Grabungen am Ende des 19. Jahrhunderts fand Christian Ludwig Thomas hier Pfostenlöcher, Herdstellen und Reste diverser Gerätschaften.
Unmittelbar außerhalb des Oberurseler Stadtgebiets zeigt sich ein lineares Wall-Graben-System, der sog. Heidengraben, der erstmals von Christian Ludwig Thomas 1911 archäologisch erforscht wurde. Neueste Untersuchungen erhärten den lang gehegten Verdacht, dass der Heidengraben das Urselachbtal im Vorfeld der Ringwälle Goldgrube und Altenhöfe absicherte.
Die Untersuchungen bis 2004 zeigen, dass das Heidetränk-Oppidum eine Fläche von circa 380 ha einnahm, das nun in eine Akropolis (Zentrum der Goldgrube), eine Oberstadt im Bereich der Podien am Hang und eine Unterstadt (Urselbachtal bis Heidengraben) gegliedert werden kann.

## Zeitliche Einordnung
Funde einer kleineren Siedlung auf der Goldgrube reichen bis in das 3. Jahrhundert v. Chr. zurück. Erst mit dem Ausbau zum Ende des 2. Jahrhunderts v. Chr. entstand jedoch das eigentliche Oppidum mit der flächenmäßigen Größe einer Stadt.
In der Mitte des 1. Jahrhunderts v. Chr. verlor das Heidetränk-Oppidum an Bedeutung. Es war längst verlassen, als die Römer später Teile Hessens besetzten.
Die Blütezeit des Heidetränk-Oppidums fällt damit in die späte Latènezeit. Es ist also wesentlich jünger als die nahegelegenen Anlagen vom Altkönig (5./4. Jahrhundert v. Chr.) und vom Bleibeskopf (8. Jahrhundert v. Chr.).

## Archäologische Funde
Die archäologischen Funde aus dem Heidetränk-Oppidum umfassen zum einen Geräte für die Feld- und Gartenarbeit: zum Beispiel eiserne Pflugschare, Sichelmesser, Hacken und Sensenblätter. Weiterhin fand man Werkzeuge, die ein ausgeprägtes Handwerk belegen, außerdem keltische Münzen, vor allem den sogenannten „Nauheimer Quinar“, der wahrscheinlich sogar im Oppidum selbst geprägt wurde.
Der Großteil der Funde befindet sich heute im Vortaunus-Museum in Oberursel.
Im Mai 2011 wurde mit der Archäologischen Staatssammlung in München in einem Vergleich vereinbart, dass ein von Raubgräbern im Heidetränk-Oppidum gefundener Schatz mit 349 keltischen Silbermünzen geteilt wird. Der Eigentümer des Oppidums, der Hohemarksverband der Städte Bad Vilbel und Frankfurt am Main, wird die Hälfte der Münzen im Original erhalten und bekommt von den Münzen der zweiten Hälfte jeweils eine Kopie. In München werden die gleichen Verhältnisse geschaffen, sodass beide Sammlungen den Schatz vollständig präsentieren können. Bad Vilbel hat inzwischen ihren Anteil an dem Fund an die Stadt Frankfurt am Main verkauft. Ab dem 22. Juni 2011 wird der Schatz im Archäologischen Museum gezeigt werden.

## Rundwanderweg
Ein archäologischer Rundwanderweg mit ausführlichen, mehrsprachigen Schautafeln führt über den auf der Goldgrube gelegenen Teil des Oppidums. Er beginnt an der Fußgängerbrücke nahe der Endstation der Frankfurter U-Bahn-Linie 3 Oberursel/Hohemark.